# Vysshaya Liga 1993
La Vysshaya Liga 1993 fue la segunda edición de la máxima categoría del fútbol ruso desde la disolución de la Unión Soviética. El campeón fue el Spartak Moscú, y el goleador fue Víktor Pánchenko del KAMAZ.

## Tabla de posiciones
|  | Pos. | Equipo                    | Pts | PJ | PG | PE | PP | GF | GC | DG  |
|  | ---- | ------------------------- | --- | -- | -- | -- | -- | -- | -- | --- |
|  | 1.   | Spartak Moscú             | 53  | 34 | 21 | 11 | 2  | 81 | 18 | +63 |
|  | 2.   | Rotor                     | 42  | 34 | 17 | 8  | 9  | 56 | 35 | +21 |
|  | 3.   | Dinamo Moscú              | 42  | 34 | 16 | 10 | 8  | 65 | 38 | +27 |
|  | 4.   | Tekstilshchik Kamyshin    | 39  | 34 | 14 | 11 | 9  | 45 | 34 | +11 |
|  | 5.   | Lokomotiv Moscú           | 39  | 34 | 14 | 11 | 9  | 45 | 29 | +16 |
|  | 6.   | Spartak Vladikavkaz       | 38  | 34 | 16 | 6  | 12 | 49 | 45 | +4  |
|  | 7.   | Torpedo Moscú             | 38  | 34 | 15 | 8  | 11 | 35 | 40 | -5  |
|  | 8.   | Uralmash                  | 36  | 34 | 16 | 4  | 14 | 51 | 52 | -1  |
|  | 9.   | CSKA Moscú                | 30  | 34 | 12 | 6  | 16 | 43 | 45 | -2  |
|  | 10.  | KAMAZ                     | 30  | 34 | 12 | 6  | 16 | 45 | 53 | -8  |
|  | 11.  | Lokomotiv Nizhny Novgorod | 30  | 34 | 12 | 6  | 16 | 34 | 49 | -15 |
|  | 12.  | Dinamo de Stávropol       | 30  | 34 | 11 | 8  | 15 | 39 | 49 | -10 |
|  | 13.  | Zhemchuzhina-Sochi        | 30  | 34 | 10 | 10 | 14 | 52 | 62 | -10 |
|  | 14.  | Krylia Sovetov            | 30  | 34 | 9  | 12 | 13 | 37 | 47 | -10 |
|  | 15.  | Luch Vladivostok          | 29  | 34 | 11 | 7  | 16 | 29 | 56 | -27 |
|  | 16.  | Okean                     | 28  | 34 | 10 | 8  | 16 | 28 | 40 | -12 |
|  | 17.  | Rostselmash               | 28  | 34 | 8  | 12 | 14 | 35 | 52 | -17 |
|  | 18.  | Asmaral Moscú             | 20  | 34 | 7  | 6  | 21 | 28 | 53 | -25 |

Pts = Puntos; PJ = Partidos jugados; PG = Partidos ganados; PE = Partidos empatados; PP = Partidos perdidos; GF = Goles a favor; GC = Goles en contra; DG = Diferencia de gol
|  | Clasificado para la fase de grupos de la Liga de Campeones de la UEFA 1994-95 |
|  | Clasificado para la primera ronda de la Copa de la UEFA 1994-95               |
|  | Clasificado para la primera ronda de la Recopa de Europa 1994-95              |
|  | Torneo de promoción                                                           |
|  | Descendido a la Primera División 1994                                         |

| Rusia                           |
| Campeón Spartak Moscú 2° título |

## Torneo de promoción
|  | Pos. | Equipo           | Pts | PJ | PG | PE | PP | GF | GC | DG |
|  | ---- | ---------------- | --- | -- | -- | -- | -- | -- | -- | -- |
|  | 1.   | Krylia Sovetov   | 7   | 5  | 3  | 1  | 1  | 10 | 8  | +2 |
|  | 2.   | Lada             | 7   | 5  | 2  | 3  | 0  | 8  | 3  | +5 |
|  | 3.   | Tyumen           | 6   | 5  | 3  | 0  | 2  | 8  | 5  | +3 |
|  | 4.   | Luch Vladivostok | 6   | 5  | 2  | 2  | 1  | 11 | 9  | +2 |
|  | 5.   | Chernomorets     | 3   | 5  | 1  | 1  | 3  | 7  | 10 | -3 |
|  | 6.   | Okean            | 1   | 5  | 0  | 1  | 4  | 5  | 14 | -9 |

Pts = Puntos; PJ = Partidos jugados; PG = Partidos ganados; PE = Partidos empatados; PP = Partidos perdidos; GF = Goles a favor; GC = Goles en contra; DG = Diferencia de gol
|  | Jugará la Vysshaya Liga 1994    |
|  | Jugará la Primera División 1994 |

## Goleadores
21 goles
- Víktor Pánchenko (KAMAZ)

19 goles
- Oleg Vereténnikov (Rotor)

18 goles
- Vladímir Beschástnyj (Spartak Moscú)

16 goles
- Ígor Simuténkov (Dinamo Moscú)

14 goles
- Mijaíl Marjel (Spartak Vladikavkaz)
- Nikolái Písarev (Spartak Moscú)
- Nazím Suleimánov (Spartak Vladikavkaz)

13 goles
- Gocha Gogrichiani (Zhemchuzhina)
- Valeri Karpin (Spartak Moscú)
- Vladímir Niederhaus (Rotor)